# Backwell
Backwell est un village et une paroisse civile de 4 589 habitants dans le Somerset en Angleterre.